# Office de la Poste guinéenne
Pour les articles homonymes, voir La Poste.
L’Office de la Poste Guinéenne (OPG), alias La Poste guinéenne, est l’opérateur public du service postal de la République de Guinée, en Afrique occidentale. Elle a le statut d’Établissement public.

## Réglementation
Le secteur postal guinéen est réglementé depuis 2005, l’OPG en est l’opérateur public  en concurrence avec une douzaine d'opérateurs privés.

## Activités
La Poste guinéenne est présente dans les 33 préfectures du pays, et assure le service du courrier  sur toute l’étendue du territoire national et à l’international. Depuis août 2016, elle détient une filiale spécialisée dans les services financiers en partenariat avec la société d’investissement M&A Capital : Poste Finances Guinée.